# Kultur der afroamerikanischen Sklaven

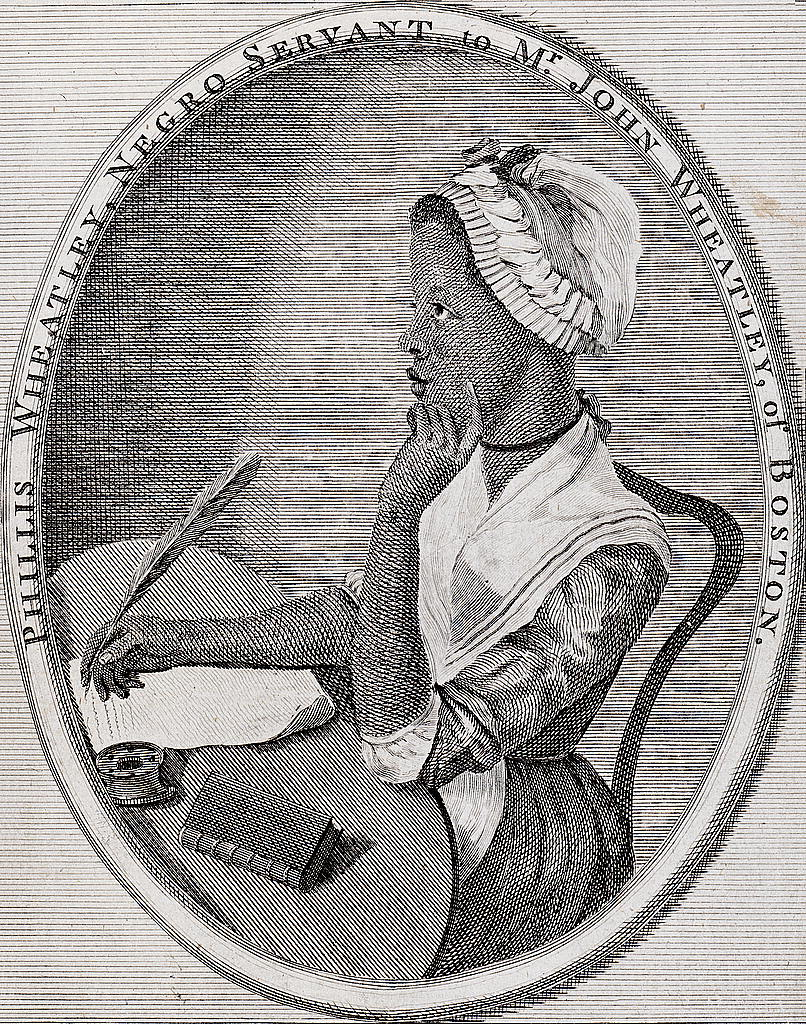
Das Titelblatt von Phyllis Wheatleys 1773 veröffentlichtem Gedichtband Poems on Various Subjects.

Die Kultur der afroamerikanischen Sklaven umfasst das Brauchtum, die Alltagskultur, Tracht, Kunst, Musik, den Tanz, die mündliche Überlieferung, die Bildung und die Religion der afrikanischstämmigen Sklaven (historisch bzw. diskriminierend als Negersklaven bezeichnet) in den Vereinigten Staaten und in den 13 Kolonien, aus denen die USA von 1776 an hervorgegangen sind.

## Bildung

### Kolonialzeit
Während der Kolonialzeit wurde die Bildung von Sklaven nicht nur geduldet, sondern aus religiösen Gründen sogar ermutigt. Die beiden bedeutendsten protestantischen Gruppierungen, die Kongregationalisten und die Anglikaner, empfanden eine religiöse Verpflichtung, Sklaven zu bekehren, und betrachteten die Fähigkeit, die Bibel zu lesen, als unerlässliche Voraussetzung für die Christianisierung. Während des Great Awakening wurde diese Tendenz weiter verstärkt.
Während das Lesen erwünscht war, wurde das Schreiben oft für verzichtbar gehalten. Die Fähigkeit zu schreiben galt als Statuszeichen, das von vielen Mitgliedern der Gesellschaft – Sklaven eingeschlossen – nach Auffassung der Zeitgenossen nicht benötigt wurde. Die Grundlagen des Unterrichts bildeten das Auswendiglernen, der Katechismus und die Bibel.
Nur vereinzelt erlangten Sklaven eine umfangreiche Bildung. Das berühmteste Beispiel bildet Phillis Wheatley, die von ihren Eigentümern u. a. lateinischen und griechischen Unterricht erhielt und später als erste afroamerikanische Dichterin mit Veröffentlichungen in Erscheinung trat.
Die erste Kolonie, welche die Bildung von Sklaven per Gesetz einschränkte, war South Carolina (1740). Das Gesetz verbot es bei einer Geldbuße von 100 Pfund, Sklaven das Schreiben zu lehren; das Lesen durfte weiterhin unterrichtet werden. Zu verstehen ist dieses Gesetz als Reaktion auf den Stono-Aufstand von 1739, der in den Pflanzern die Sorge verstärkt hatte, dass Sklaven, die schriftlich miteinander kommunizieren können, leicht in der Lage seien, weitere Aufstände zu organisieren.
Georgia verabschiedete 1755 ein ähnliches Gesetz. Während der gesamten Kolonialzeit galt die Lesefähigkeit als Voraussetzung der Christianisierung, sodass ein Verbot, Sklaven das Lesen zu lehren, noch nicht in Betracht gezogen wurde.

### In den Vereinigten Staaten
Zu den einschneidendsten Beschränkungen der Bildung von Sklaven kam es im Anschluss an den von Nat Turner in Southampton County, Virginia im Sommer 1831 organisierten Sklavenaufstand. Die Pflanzer gerieten durch den Aufstand unter einen Schock und fürchteten nicht nur weitere Aufstände, sondern auch die Verbreitung von abolitionistischer Literatur. Infolgedessen übten sie Druck auf die Legislative aus, die Versammlungs- und Reisefreiheit der Sklaven drastisch einzuschränken. Da nur unwissende Sklaven, die ihr Schicksal nicht hinterfragten, als ungefährlich erschienen, wurde auch das Recht der Sklaven auf Bildung beschränkt.
Die Südstaaten reagierten auf den Aufstand nicht alle gleich, in einigen Staaten reagierte die Legislative jedoch auf besonders charakteristische Weise. In Mississippi bestanden bereits Gesetze, die die Bildung von Sklaven einschränkte. 1831 trat hier jedoch ein Gesetz in Kraft, das alle freien Afroamerikaner zwang, den Bundesstaat zu verlassen; diese freien Schwarzen sollten nicht in der Lage sein, die unfreien zu unterrichten oder aufzuwiegeln. Mit demselben Gesetz wurden schwarze Prediger gezwungen, eine Erlaubnis einzuholen, bevor sie vor einer Gemeinde sprachen. Sogar das weit im Norden gelegene Delaware verabschiedete 1831 ein Gesetz, das es Schwarzen verbot, sich zur Nachtzeit mit 12 oder mehr Personen zu versammeln; schwarze Prediger benötigten eine richterliche Genehmigung, um vor einer Gemeinde zu sprechen.
Während den Sklaven in South Carolina und Georgia die Bildungsmöglichkeiten schon lange genommen waren, wurden sie nach 1831 auch in solchen Bundesstaaten eingeschränkt, die bis dahin noch vergleichsweise liberal gewesen waren. So wurde 1832 in Alabama ein Gesetz verabschiedet, das es bei einer hohen Geldstrafe verbot, Sklaven zu unterrichten, und das es Afroamerikanern – freien und unfreien – verbot, sich ohne Genehmigung oder in Abwesenheit von mindestens 5 Sklaveneigentümern zu versammeln. Auch in North Carolina, wo freie afroamerikanische Kinder bis dahin noch Schulen besuchen durften, wurde ihnen 1835 der Schulbesuch untersagt.
Über den Alphabetisierungsgrad der afroamerikanischen Sklaven gibt es nur wenig Zahlen. Nach Schätzung des 1868 geborenen schwarzen Bürgerrechtlers W. E. B. Du Bois waren im Jahre 1860 bis zu 5 % der Sklaven wenigstens in bescheidenem Maße alphabetisiert. Der 1930 geborene Historiker Eugene Genovese vermutet, dass die Zahl tatsächlich noch größer gewesen sei. Insbesondere in Städten haben für Sklaven illegale, aber vielfältige Bildungsmöglichkeiten bestanden; in Baton Rouge, New Orleans, Charleston, Richmond und Atlanta haben schwarze und weiße Aktivisten sogar illegale Schulen betrieben. Selbst auf den Plantagen seien stets einige Sklaven alphabetisiert gewesen.

## Kommunikationssysteme
Obwohl die Sklaven insbesondere unter den Bedingungen der Plantagenwirtschaft in räumlicher Isolation lebten, d. h. die Plantage kaum verließen, und mehrheitlich auch nicht schreiben, also brieflich kommunizieren konnten, waren sie von Nachrichtensystemen nicht vollständig abgeschnitten. Sowohl persönliche Nachrichten als auch Nachrichten über die Welt außerhalb der Plantage konnten auf ganz unterschiedlichen Wegen mündlich überliefert werden. Nachrichten aufzuschnappen war z. B. solchen Sklaven möglich, die zur Post geschickt wurden, um dort Briefe abzuholen. Sklaven, die im Haus arbeiten, konnten, wenn sie bei Tisch bedienten, die Konversation der Sklavenhalter mitanhören. Eingebürgert hat sich für diese mündliche Nachrichtenübermittlung der Begriff Grapevine Telegraph (deutsch etwa „Traubenranken-Telegraf“, „Buschtrommel“).

## Musik
Die am besten dokumentierten musikalischen Formen, die von den afroamerikanischen Sklaven gepflegt wurden, sind der bei der Arbeit gesungene Worksong und das im 19. Jahrhundert im Gottesdienst gesungene Negro Spiritual.

## Familienleben
Ein Zusammenleben von Sklaven mit ihren Partnern und ihren Kindern war auf größeren Plantagen eher möglich als in kleineren Wirtschaftseinheiten, in denen nur wenige Sklaven gehalten wurden. Letztere bildeten freilich die große Mehrzahl der Sklaven haltenden Unternehmen. Dort blieben Kinder oft nur so lange bei ihren Müttern, bis sie alt genug waren, um vermietet oder verkauft zu werden.

## Widerstand gegen sozialarbeiterische Bevormundung
Die Pflanzer, die sich unter dem Einfluss der Ideologie der White Supremacy zunehmend als Patres familias verstanden, die am Leben ihrer Sklaven väterlich-wohlwollenden Anteil nahmen, mischten sich in die Angelegenheiten ihrer Sklaven oft bis in die intimsten Bereiche hinein ein und versuchten nicht nur, deren Wohnverhältnisse und Ernährung zu verbessern bzw. zu steuern, sondern auch ihre Lebensweise, ihre familiären Beziehungen und ihr religiöses Leben zu kontrollieren. Die Sklaven leisteten gegen diese Bemühungen einen ebenso steten Widerstand wie gegen die Aneignung ihrer Arbeitskraft. Besonders abgelehnt wurden die Bestrebungen der Pflanzer, die im 19. Jahrhundert neue Ideen von Hygiene erwarben, die Quartiere der Sklaven mit Kalkanstrichen (whitewash) zu versehen, oder die Heiler und Hebammen der Sklaven durch europäischstämmige Ärzte zu ersetzen. Die Pflanzer wiederum empfanden den Widerstand der Sklaven gegen ihre sozialarbeiterischen Bemühungen als Bestätigung ihrer Grundüberzeugung, dass die Afroamerikaner für ein Leben in Freiheit nicht reif seien.

## Religion
→ Siehe auch: Afroamerikanische Religionen
Die Christianisierung der afroamerikanischen Sklaven erfolgte in mehreren Schüben. In der frühen Kolonialzeit, in der die Strukturen der Sklaven haltenden Gesellschaft noch stark im Fluss waren, versuchten viele Sklaven der so genannten Charter-Generationen, ihren sozialen Stand zu verbessern, indem sie sich um eine Integration in die Kolonialgemeinschaft bemühten und darum auch den anglikanischen Glauben annahmen.
Als auf dem nordamerikanischen Festland die Plantagenökonomie entstand und Sklaven erstmals in großer Zahl direkt aus Afrika importiert wurden, führten diese „Salzwassersklaven“ in Amerika zunächst ihr traditionelles afrikanisches spirituelles Leben fort. Die Pflanzer, die das „Heidentum“ der Sklaven als Anzeichen eines zivilisatorischen Rückstandes ansehen, hatten kaum ein Interesse daran, sie zu christianisieren. Die wenigen Missionare, die sich um ihre Bekehrung bemühten, waren oft frustriert von der Polygamie der Afrikaner und ihrer Neigung, christliche und afrikanische Glaubenselemente zu einer Mischreligion zu verschmelzen. Zunächst war es vor allem die anglikanische Kirche bzw. deren Society for the Propagation of the Gospel, die sich um die Sklaven am meisten bekümmerte. Von den späten 1730er Jahren an breiteten sich in den britischen Kolonien jedoch auch evangelikale Strömungen aus, der mit ihrer Lehre von der Gleichheit der Menschen vor Gott für die Sklaven besonders ansprechend waren. Anhängerschaft fand das Christentum zunächst vor allem bei städtischen Sklaven.
Eine nennenswerte Zahl von Afroamerikanern erreichte das First Great Awakening jedoch erst in den 1780er Jahren. Um 1800 betrug der Anteil der afroamerikanische Sklaven, die sich zum christlichen Glauben bekannten, etwa 10 Prozent.
Zum größten Christianisierungsschub in der afroamerikanischen Geschichte kam es in der Zeit der Zweiten Mittelpassage, die mit der evangelikalen Bekehrungswelle des Second Great Awakening zusammenfiel. In dieser Zeit wurden Hunderttausende von Sklaven aus den bisherigen Zentren der Plantagenökonomie in den Tiefen Süden verschleppt. Dieser zutiefst verstörenden Erfahrung begegneten viele Sklaven dieser so genannten Migrations-Generationen, indem sie spirituelle Zuflucht beim Christentum, und hier besonders beim Evangelikalismus, suchten. Die Baptisten und Methodisten, aber auch die Anglikaner und Presbyterianer und in Louisiana und Florida auch die Römisch-katholische Kirche erlebten einen starken Zulauf, wobei die Sklaven sich gegenüber den Glaubensinhalten dieser Kirchen jedoch stark selektiv verhielten und sich besonders von Inhalte wie z. B. dem Erlösungskonzept angesprochen fühlten, die sie direkt auf ihre Lebenssituation beziehen konnten. Ein Großteil des afroamerikanischen spirituellen Lebens, das ein theologisches Amalgam aus schwarzer und weißer Religiosität bildete, entwickelte sich auch nicht in den Gotteshäusern etablierter Kirchen, sondern in Versammlungen, die Sklaven heimlich und in freier Natur in so genannten Bush Arbors (etwa: „Laubenkirchen“) abhielten.
Seit den 1830er Jahren wurde die Christianisierung der Sklaven auch von den meisten Sklavenhaltern unterstützt. Dies geschah freilich aus ganz unterschiedlichen Motiven heraus. Manche Pflanzer waren von aufrichtigem Missionsgeist beseelt. Andere wollten die christlichen und abolitionistischen Kritiker zum Stillschweigen zu bringen, die ihnen vorwarfen, Sklaven mutwillig vom Glauben fernzuhalten. Wieder andere hofften, Sklaven besser ihrem Willen unterwerfen zu können, wenn diese einer christlichen Glaubensgemeinschaft angehörten, die sie eventuell selbst kontrollierten.
Während des zweiten Great Awakening bildeten afroamerikanische Sklaven nicht nur evangelikale Glaubensgemeinschaften bzw. schlossen sich solchen Glaubensgemeinschaften an, sondern erlangten darin vereinzelt auch den Rang von Diakonen oder Laienpredigern (exhorters). Aufgrund des Einflusses, den sie auf andere Sklaven nahmen, waren insbesondere schwarze Prediger bei den Sklavenhaltern äußerst wenig gelitten. Lieber sahen die Pflanzer wandernde weiße Missionare, die sie gegen Bezahlung auf ihre Plantagen holten, damit diese ihre Sklaven aus der Bibel unterrichteten, Kranke besuchten und Beerdigungen und Trauungen vornahmen. Einige Pflanzer ließen für die Sklaven auf der Plantage eine Kapelle errichten; nur vereinzelt leiteten sie ihre „schwarze Familie“ ebenso im Gebet an wie ihre „weiße Familie“.
Die Sklaven nahmen das Interesse der Sklavenhalter an ihrem geistlichen Wohlergehen sehr uneinheitlich wahr. Manche sahen die neu erwachte religiöse Obsession ihres Herren als Bedrohung ihres von Pflichtarbeiten freien Sonntags. Andere stießen sich an einzelnen christlichen Glaubensinhalten wie dem Gebot des Gehorsams, das sie als besonders beleidigend empfanden. Wieder andere, die sich schon vorher zum Christentum bekannt hatten, begrüßten die Bekehrung ihres Sklavenhalters.
Von Anfang an nahmen die Sklaven die Glaubensinhalte der christlichen Religion anders auf, als die Weißen sie verstanden. Die größte Diskrepanz zeigte sich beim Konzept der Erlösung, das von den weißen Gläubigen rein spirituell verstanden wurde, während die schwarzen es wortwörtlich nahmen und erwarteten, dass am Ende auch das prekäre Verhältnis von Schwarz und Weiß zurechtgerückt werde. Sehr schnell interpretierten sie auch den biblischen Exodus als Ausdruck ihrer eigenen Geschichte und entwickelten eine eigene Theologie, in der die Emanzipation der Israeliten ihre eigene Erlösung vorauszeichnete.
Häufig entwickelten die Glaubensgemeinschaften, die die Sklavenhalter ihren Sklaven auf der Plantage einzurichten erlaubt hatten, ein Eigenleben, in das die Pflanzer später kaum noch eingreifen konnten. Diese Gemeinden wurden zu sozialen Orten, an denen Sklaven ihre kollektiven Bestrebungen formulierten, ihre Ressourcen mobilisierten und diesen eine spirituelle Bedeutung zuwiesen, um der scheinbar grenzenlosen Macht ihrer Eigentümer entgegenzutreten. Die Glaubensgemeinschaften brachten den Sklaven eine Abschaffung der Sklaverei nicht näher, sie waren jedoch Orte einer oppositionellen Kultur, die von den Sklavenhaltern zu Recht beargwöhnt wurden.

### Bildung
- R. Roderick Palmer: Colonial Statues and Present Day Obstacles Restricting Negro Education; in: The Journal of Negro Education, Vol. 26, No. 4, 1957, S. 525–529
- Thomas Webber: Deep Like Rivers: Education in the Slave Quarter Community 1831–1865, New York: W.W. Norton & Company, Inc., 1978
- C. G. Woodson: The Education of the Negro Prior to 1861: A History of the Education of the Colored People of the United States from the Beginning of Slavery to the Civil War, New York: G.P. Putnam’s Sons, 1915